# Rachel Mwanza
Pour les articles homonymes, voir Mwanza (homonymie).
Rachel Mwanza est une actrice congolaise, née en 1997 à Mbujimayi. Elle est repérée par le réalisateur Belge Marc Henri Wajnberg qui la fait jouer dans son film Kinshasa Kids. Le grand public la découvre ensuite dans le film canadien Rebelle, de Kim Nguyen, pour lequel elle obtient l’Ours d'argent de la meilleure actrice au Festival de Berlin 2012.

## Biographie
Née en 1997 en à Mbuji-Mayi en République démocratique du Congo, Rachel Mwanza est la troisième d'une famille de six enfants. Elle passe sa petite enfance au sein d'une famille aisée dans la riche province du Kasaï-Oriental. Son père perd ensuite son travail, et sa mère part en 2004 s'installer avec elle et les deux plus jeunes enfants à Kinshasa, chez sa grand-mère.
La situation financière de la famille se dégrade, et les enfants ne vont plus à l'école. Rachel Mwanza est accusée de sorcellerie par un « faux prophète », ainsi que d'être la source de tous les maux de sa famille. Elle doit alors subir des exorcismes. Sa grand-mère, superstitieuse, la chasse de la maison en 2008, alors que sa mère était partie travailler en Angola.
Elle se retrouve alors à la rue et devient une « shegué », c'est-à-dire une enfant des rues de Kinshasa, pendant 4 ans.
En 2010, elle est repérée par une équipe belge. Elle est retenue pour participer au documentaire Enfants Sorciers (France Télévisions) et au long-métrage de fiction Kinshasa Kids de Marc Henri Wajnberg. Ce dernier est sorti à la 69ème Mostra de Venise et a obtenu le Prix des Droits de l’Homme à Strasbourg,. À l’issue du tournage, l'actrice retourne dans la rue malgré l'aide apportée par le réalisateur belge à sa grand-mère pour qu'elle sorte de la rue.
Néanmoins, cette première expérience cinématographique amèneraRachel à jouer dans le film Rebelle du réalisateur québécois Kim Nguyen.
Elle obtient le premier rôle, celui de Komona, une enfant soldat.
Son interprétation est remarquée et la révèle au grand public. Rachel Mwanza devient rapidement lauréate de divers prix dans des festivals de renommée internationale, tel que le Festival de Berlin où elle reçoit l'Ours d'argent de la meilleure actrice en 2012.
Elle participe également à la 85e cérémonie des Oscars, où le film Rebelle est nommé dans la catégorie « meilleur film en langue étrangère ». En 2013, en acceptant le Prix Jutra de la « meilleure actrice », elle déclare : « C’est pour les enfants de la rue ».
En 2014, elle publie son livre autobiographique intitulé Survivre pour voir ce jour (paru aux éditions Michalon), avec l'aide de l'écrivain montréalais d'origine congolaise Mbépongo Dédy Bilamba.
Elle est également invitée à intervenir à l’occasion du Forum Mondial des Femmes Francophones en mars 2014 à Kinshasa, ou lors de la conférence TEDxParis pour parler du thème de l’éducation.

## Filmographie
- 2012 : Rebelle
- 2013 : Kinshasa Kids
- 2018 : Troisièmes noces

## Publication
- 2014 : Survivre pour voir ce jour avec Mbépongo Dédy Bilamba, éditions Michalon

## Récompenses et distinctions
- 2012 : Ours d'argent de la meilleure actrice au Festival de Berlin pour Rebelle[3].
- 2013 : Vancouver Film Critics Circle : Meilleure actrice dans un film canadien pour Rebelle
- 2013 : Prix Écrans canadiens : Meilleure actrice  pour Rebelle
- 2013 : Prix Jutra : Meilleure actrice pour Rebelle
- 2013 : Trophées francophones du cinéma 2013 : Meilleure actrice pour Rebelle